# Professionnalisation du personnel politique
 (mai 2008).
Si vous disposez d'ouvrages ou d'articles de référence ou si vous connaissez des sites web de qualité traitant du thème abordé ici, merci de compléter l'article en donnant les références utiles à sa vérifiabilité et en les liant à la section « Notes et références ».
La professionnalisation du personnel politique est un mouvement historique qui commence en France au début de la IIIe République (1870). C'est le fait de donner aux parlementaires une indemnisation pour leur fonction.
La professionnalisation a permis en France durant la Troisième République la démocratisation du personnel politique. En effet, auparavant, seuls les individus issus des classes aisées et notamment les notables y avaient accès. De plus, cela a permis au personnel politique d'acquérir une certaine indépendance, ce qui a rendu possible une baisse de la corruption.
À partir des années 1980, un second mouvement de professionnalisation de la politique a eu lieu. Les élus de premier plan (parlementaires, maires de grandes villes) doivent alors, avant d'accéder au pouvoir, passer de nombreuses années en politique dans des mandats électifs de moindre importance. Par ailleurs, nombre d'entre eux avaient occupé des positions en politique mais non électives (assistants parlementaires, collaborateurs de l'exécutif). Un ouvrage paru en 2017 estimait alors que pour les députés, le temps passé en politique avant l'élection était passé de 10 à 18 ans entre la fin des années 1970 et 2012. 
L'élection d'Emmanuel Macron, dont la campagne fut menée contre cette "professionnalisation de la politique", a profondément modifié cet état de fait puisque le nombre d'élus vierges de toute expérience politique avoisinait les 30%, contre 5% auparavant.

## Les critiques de la professionnalisation du personnel politique
Pour Daniel Gaxie et Joseph Schumpeter la professionnalisation a eu des effets néfastes sur la vie politique.
Pour Daniel Gaxie, avec la professionnalisation, le pouvoir politique devient une source de revenu, ce qui a pour effet d'inciter les femmes politiques et les hommes politiques à faire passer les intérêts de leur carrière (leur réélection) avant les intérêts de la nation. Cela constitue une instrumentalisation du pouvoir politique.
Pour Joseph Schumpeter, la professionnalisation du personnel transpose la logique économique producteur/consommateur au niveau politique. En effet, pour Schumpeter, les électeurs deviennent des consommateurs de politique et les hommes politiques des producteurs de politique. Ce qui à pour conséquence comme en économie, une adaptation du producteur politique à la demande politique. En d'autres termes, le personnel politique va privilégier la prise de décisions propre à contenter son électorat tout en maximisant son profit.